# Lena Jonsson
Lena Jonsson, född 12 november 1986 i Bollnäs, är en svensk musiker och riksspelman. Hon verkar ofta utomlands och spelar bland annat i duo med Martin Coudroy (Frankrike) och Brittany Haas (USA).

## Biografi
Lena Jonsson växte upp som dotter till Bengt Jonsson, en av spelledarna i Bollnäsbygdens spelmanslag.
Lena Jonsson är frilansande folkmusiker, mestadels verksam i Skandinavien och Europa. Hon avslutade sina studier vid Kungliga Musikhögskolan 2010 på folkmusikinstitutionen.
2009 blev hon riksspelman på låtar från södra Hälsingland, och 2010 tilldelades hon Pekkos-Gustafs hederspris på Bingsjöstämman och kom på 3:e plats på nordiska mästerskapen i folkmusik i Sälen. Samma år fick hon Bror Hjorth-stipendiet samt blev nominerad till årets nykomling vid Folk & Världsmusikgalan i Stockholm.
Hon tilldelades 2010 Bollnäs kommuns kulturstipendium samt Jernbergsstipendiet våren 2011. 2016 blev hon nominerad för årets tvärspel med sin duo med Brittany Haas vid Folk och världsmusikgalan i Västerås.    
Lena Jonsson spelar i duo med den franska durspelaren Martin Coudroy; de släppte sin första skiva Vågg 2009 och uppföljaren Vind 2011. Hon spelar även i folkrockbandet Skenet och fioltrion Limbohofvet, samt i en duo med den amerikanska fiolspelaren Brittany Haas.
Hösten 2012 började hon studera vid Berklee College of Music i Boston för bland andra Darol Anger, Bruce Molsky, Rob Thomas och Matt Glaser. 
2018 släppte hon sitt första soloalbum Places, och turnerade med albumet tillsammans med Erik Ronström (gitarr) och Kristofer Sundström (bas).
2019 mottog hon SKAP:s folkmusikpris och blev nominerad till en Grammis för Årets Folkmusik för sitt debutalbum PLACES. 2021 vann Lena Jonsson Trio en Grammis för "Stories from the Outside".
2021 vann Lena Jonsson Trio Manifestpriset för Stories from the Outside.

## Diskografi

### Egna utgåvor
- 2009 – Vågg (Duo Jonsson Coudroy, Bemol productions)
- 2011 – Vind (Duo Jonsson Coudroy, Bemol productions)
- 2011 – Funambules (Duo Jonsson Coudroy, DVD, Bemol Productions)
- 2013 – Klingande Klenoder (Limbohofvet, Holmen Music)
- 2015 – Allting rullar (Skenet, Subliminal Sounds)
- 2015 – Lena Jonsson & Brittany Haas (Lena Jonsson & Brittany Haas, Playing with Music)
- 2016 – Snowy Side of the Mountain (The Goodbye Girls)
- 2017 – Sur le chemin (Duo Jonsson Coudroy, Compagnie Takatom)
- 2018 – Places (Lena Jonsson, Playing with Music)
- 2020 – Stories from the Outside (Lena Jonsson Trio, Hedgehog Music)

### Medverkan
- Bollnäsbygdens spelmanslag , (Så länge fingrarna rör sig, Holmen Music, 1999)
- Lortbäckerz, (En ren Bollnäsprodukt, Trudani, 2000)
- Hälsinge Låtverkstad (Riddare, Drakar och Prinsessor, Holmen Music, 2003)
- Bollnäsbygdens spelmanslag (Så länge fötterna rör sig, Holmen Music, 2004)
- Gävleborgs Ungdoms folkband (Myller, Holmen Music, 2004)
- Gävleborgs Ungdoms folkband (Upp era djäklar, Holmen Music, 2006)
- SNAP (Snap back, Northumbrian Music Nights 2007)
- Vattendroppen (Sensus, 2007)
- Jonas Otter (What will the neighbors say?, Harpun records, 2009)
- The Amazing (The Amazing, Fashionpolice records, 2009)
- KMH Folk (KMH Folk 2010, KMH, 2010)
- Abalone Dots (Red, Lovande projekt, 2015)
- Evelina Jonsson (Hälsingland, 2016)